# Buskcettia
Buskcettia (Horornis flavolivaceus) är en asiatisk fågel i familjen cettior inom ordningen tättingar.

## Utseende och läte
Buskcettian är en avvikande Horornis-cettia ("Aberrant Bush Warbler" på engelska) med sin grönaktiga ovansida och gulaktig undersida samt ögonbrynsstreck. Den påminner på så sätt om Phylloscopus-sångare, men lätena är helt annorlunda: locklätet ett "brrrt-brrrt" och sången en kort ramsa följd av ett långt och böjt "dir dir-tee teee-weee". Kroppslängden är 12 cm.

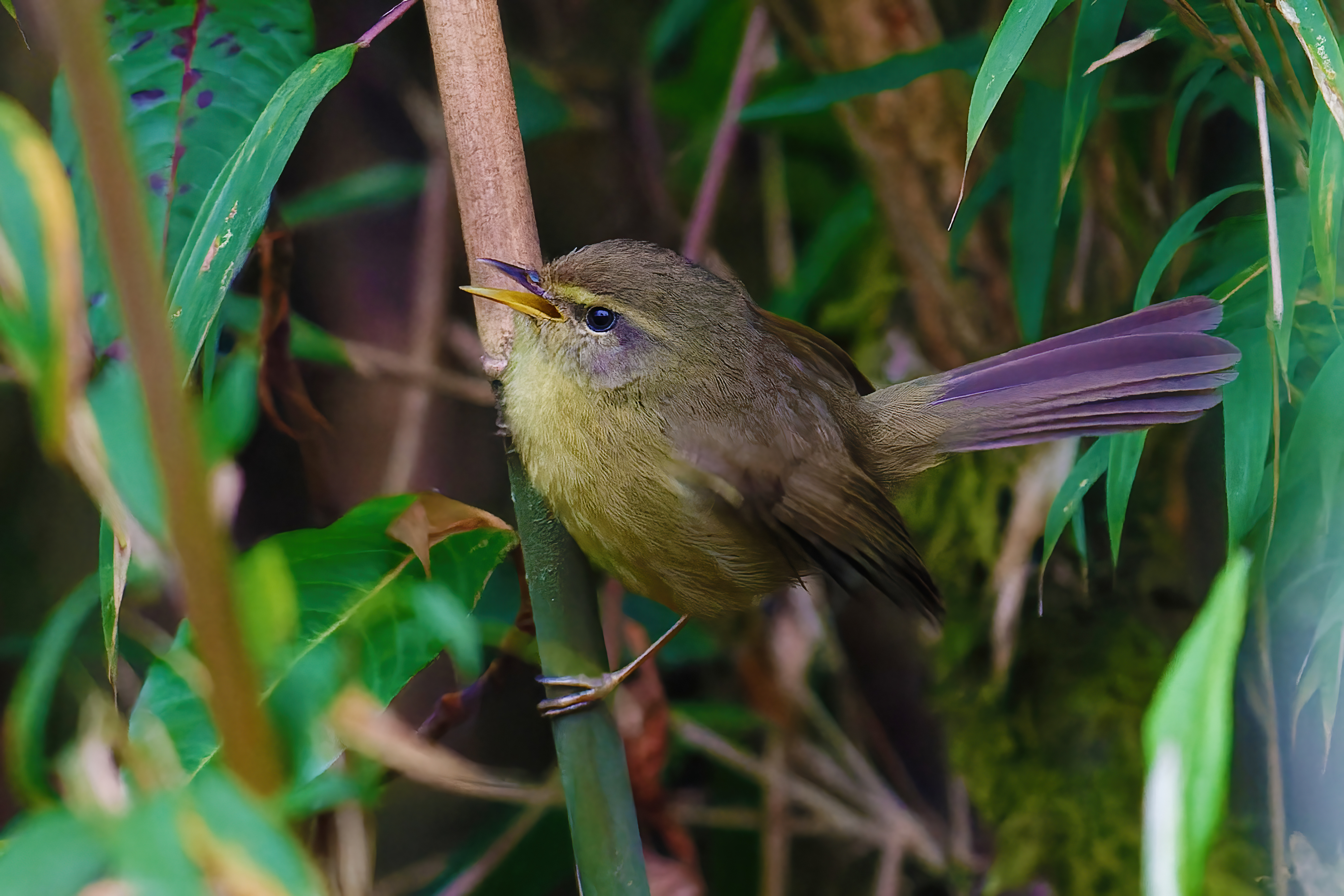

## Utbredning och systematik
Buskcettia delas idag vanligen in i 13 underarter med följande utbredning:
- Horornis flavolivaceus sepiarius – norra Sumatra
- Horornis flavolivaceus flaviventris – centrala och södra Sumatra
- Horornis flavolivaceus vulcanius – Java, Bali, Lombok och Sumbawa
- Horornis flavolivaceus kolichisi – Alor i Små Sundaöarna
- Horornis flavolivaceus everetti – Timor
- Horornis flavolivaceus banksi – Sabah och Sarawak
- Horornis flavolivaceus oreophilus – norra Borneo (berget Kinabalu)
- Horornis flavolivaceus palawanus – Palawan
- Horornis flavolivaceus flavolivaceus – Himalaya från Garhwal till Nepal, Arunachal Pradesh och sydöstra Tibet
- Horornis flavolivaceus stresemanni – nordöstra Indien (Garo och Khasi Hills i Assam)
- Horornis flavolivaceus weberi – allra nordöstligaste Indien (Nagaland, Manipur och östra Mizoram) samt intilliggande västra Myanmar söderut till Chin Hills
- Horornis flavolivaceus intricatus – norra och östra Myanmar samt sydvästra Kina österut till södra Shanxi
- Horornis flavolivaceus oblitus – norra Laos och norra Vietnam

Tidigare urskildes alla underarter utom de sista fem till en egen art, "sundacettia" (H. vulcanius). DNA-studier visar dock att intricatus och oblitus i buskcettian står närmare dessa, trots att de inte går att skilja från övriga buskcettior till utseendet. De flesta auktoriteter har därför valt att betrakta sundacettian som en del av buskcettian.

### Släktestillhörighet
Artena inom Horornis har tidigare ingått i släktet Cettia, men genetiska studier visar att dessa arter är närmare släkt med släktena Phyllergates, Abroscopus och Tickellia än med till exempel sumpcettia (Cettia cetti).

## Levnadssätt
Buskcettian påträffas som namnet avslöjar i buskområden, både intill skogskanter samt i långt gräs inne i tallskog. Där lever den ett tillbakadraget liv och födosöker nära marken, antagligen efter larver och ryggradslösa djur. Häckningsbiologin är dåligt känd men häckar mellan maj och augusti.

## Status
Arten har ett stort utbredningsområde och beståndet anses vara stabilt. Internationella naturvårdsunionen IUCN listar den därför som livskraftig (LC). Den beskrivs som lokalt vanlig.